# Норт Барингтон (Илиноис)
Норт Барингтон (енгл. North Barrington) град је у америчкој савезној држави Илиноис.

## Демографија
По попису из 2010. године број становника је 3.047, што је 129 (4,4%) становника више него 2000. године.
| Група             | 2000.         | 2010.         |
| Белци             | 2.769 (94,9%) | 2.793 (91,7%) |
| Афроамериканци    | 14 (0,5%)     | 16 (0,5%)     |
| Азијати           | 47 (1,6%)     | 118 (3,9%)    |
| Хиспаноамериканци | 71 (2,4%)     | 72 (2,4%)     |
| Укупно            | 2.918         | 3.047         |